# Untitled (album Nasa)
Untitled – dziewiąty studyjny album amerykańskiego rapera Nasa, którego premiera odbyła się 15 lipca 2008. Pierwszym singlem był utwór "Hero", do którego powstał teledysk. Oficjalnie album nosi tytuł Untitled ("Bez tytułu"), jest to forma protestu przeciwko niedopuszczeniu tytułu Nigger ("Czarnuch").

## Lista utworów
| #  | Tytuł                                     | Producent                 | Gościnnie                 | Czas |
| -- | ----------------------------------------- | ------------------------- | ------------------------- | ---- |
| 1  | "Queens Get the Money"                    | Jay Electronica           |                           | 2:12 |
| 2  | "Can't Stop Us Now"                       | Salaam Remi               | Eban Brown The Last Poets | 3:05 |
| 3  | "Breathe"                                 | J. Myers and Dustin Moore |                           | 3:34 |
| 4  | "Make the World Go Round"                 | Cool & Dre                | Chris Brown The Game      | 3:49 |
| 5  | "Hero"                                    | Polow da Don              | Keri Hilson               | 4:00 |
| 6  | "America"                                 | Stargate                  |                           | 3:52 |
| 7  | "Sly Fox"                                 | stic.man                  |                           | 4:23 |
| 8  | "Testify"                                 | Mark Batson               |                           | 2:46 |
| 9  | "N.I.G.G.E.R. (The Slave and the Master)" | DJ Toomp                  |                           | 4:33 |
| 10 | "Louis Farrakhan"                         | stic.man                  |                           | 2:51 |
| 11 | "Fried Chicken"                           | Mark Ronson               | Busta Rhymes              | 2:50 |
| 12 | "Project Roach"                           | Eric Hudson               | The Last Poets            | 1:48 |
| 13 | "Ya’ll My Niggas"                         | J. Myers                  |                           | 4:16 |
| 14 | "We’re Not Alone"                         | stic.man                  | Mykel                     | 5:40 |
| 15 | "Black President"                         | DJ Green Lantern          |                           | 4:29 |
| 16 | "Like Me" (utwór dodatkowy)               | DJ Green Lantern          |                           | 3:47 |